# مانپریت سینگ (بازیکن هاکی روی چمن)
مانپریت سینگ (انگلیسی: Manpreet Singh؛ زادهٔ ۲۶ ژوئن ۱۹۹۲) بازیکن هاکی روی چمن اهل هند است.